# Andrés de Mestre
Andrés de Mestre (n. Alburquerque, España, 1720) fue un militar español que se desempeñó como funcionario de la corona a fines del siglo XVIII en el Virreinato de Nueva España y en el Virreinato del Río de la Plata.

## Biografía
Andrés de Mestre nació en Alburquerque, España, en 1720. Fue hijo del capitán José Mestre y a los dieciséis años comenzó su carrera militar siendo cadete. En 1742, participó en la campaña de Sabaya, integrando el Regimiento de Aragón. Un año más tarde formó parte de las acciones militares en Piamonte. Ya con el grado de subteniente en 1744, estuvo en una campaña donde participó del ataque a las trincheras de Villafranca. También tomó el castillo de Montalbán y la ciudadela de dicha villa.
Retornó al Piamonte, donde formó parte del sitio y toma del castillo de Dumont, del sitio de Coni y de la batalla de Madonna del Olmo, resultando en esta última gravemente herido. En 1745 estuvo en la campaña de Monferrato y la batalla del río Tanaro. Al año siguiente, se encontraba en el destacamento de Codoño, y en la función general de Plasencia, quedó prisionero. Al navegar hacia Galicia, sobrevivió al naufragio de la embarcación sobre las costas de San Sebastián.
En 1751 fue ascendido a teniente, y tres años después, a ayudante mayor. Hacia 1760, estuvo en el sitio y toma de Almeida durante la campaña de Portugal. Por dicha acción llegó al grado de capitán, y más tarde, en 1764, el de sargento mayor.
Integró también el regimiento cuyo nombre era “América”, constituido en Alicante e integrado con piquetes del ejército con el objetivo de prestar servicios en Nueva España.
Cuando arribó a América, en México fue promovido a teniente coronel graduado y se desempeñó en importantes cargos en el gobierno colonial. En 1771, fue nombrado gobernador de Santa Cruz de la Sierra y más tarde, el 25 de marzo de 1776, fue designado gobernador del Tucumán por mandato real. Sin embargo, no pudo hacerse con el cargo hasta diciembre del año siguiente, impedido por la guerra llevada a cabo contra los portugueses.

### Gobernador del Tucumán
Asumió la gobernación en la ciudad de Jujuy, el 23 de diciembre de 1777. Cuando se hizo cargo del gobierno, encontró una provincia en desorden. En primer lugar, logró modificar la reglamentación para la recaudación del impuesto de sisa, de la cual dependía la reparación de los fuertes, de las reducciones y la pacificación de los indígenas. Esto provocó la oposición del cabildo de Salta, sin embargo logró dicha modificación. Intentó acabar con los fraudes cometidos a causa de la intromisión de mulas y otros animales para el Perú. Debió ocuparse de los graves problemas de los indígenas encomendados y de los rebeldes. Fundó la reducción de mataguayos en Zenta y el fuerte Nuestra Señora de las Angustias. Visitó toda la provincia y consiguió detener los excesos cometidos en las reducciones.
Con la autorización del virrey Juan José de Vértiz, ordenó navegar el río Bermejo, luego de los fracasos de las expediciones precedentes. Durante su gobierno recibió ataques de los tobas y los matacos, que asaltaban las poblaciones cercanas a la ciudad de Jujuy. Para enfrentar esto, mandó una milicia al río del Valle para detener cualquier amenaza.
En 1780, se produjo la sublevación de Túpac Amaru que se extendió hasta el Virreinato del Río de la Plata, triunfando en Jujuy y amenazando con propagarse por toda la región. En abril de aquel año, advirtió al virrey Vértiz del peligro. Gracias a la ayuda de Gregorio Zegada, quien era el superintendente delegado y comandante de la frontera de Jujuy, llevó a cabo una exitosa defensa y el alzamiento indígena fue sofocado. Posteriormente, Mestre juzgó en Jujuy a los prisioneros capturados por Zegada.
En 1781 envió una expedición al Gran Chaco, al mando del coronel Francisco Gabino Arias, exgobernador del Tucumán.

### Gobernador Intendente de Salta del Tucumán
En 1782, la Gobernación del Tucumán fue dividida en dos intendencias: Córdoba del Tucumán y Salta del Tucumán; Mestre continuó al mando de la segunda como gobernador intendente. En febrero de 1783, fue promovido a brigadier de los Reales Ejércitos.
Durante esta gestión, creó un servicio postal y promovió la construcción de puentes y rutas. Además, se destacan la fundación de nuevas reducciones, diversas obras públicas y mejora del hospital provincial. Cooperó con la instrucción pública, reedificando las casas consistoriales y creando una cátedra de Filosofía. En 1791, último año de su mandato, ordenó una expedición al Chaco a los órdenes del coronel Juan José Fernández Cornejo.